# VIXX/Diskografie
Diese Diskografie ist eine Übersicht über die musikalischen Werke der südkoreanischen Boygroup VIXX.

## Alben

### Studioalben
| Jahr                 | Titel         | Höchstplatzierung, Gesamtwochen, AuszeichnungChartplatzierungen (Jahr, Titel, Platzierungen, Wochen, Auszeichnungen, Anmerkungen) | Höchstplatzierung, Gesamtwochen, AuszeichnungChartplatzierungen (Jahr, Titel, Platzierungen, Wochen, Auszeichnungen, Anmerkungen) | Anmerkungen                              |
| Jahr                 | Titel         | KR | JP | Anmerkungen                              |
| -------------------- | ------------- | --- | --- | ---------------------------------------- |
| Südkoreanische Alben |               | | |                                          |
|                      |               | | |                                          |
| 2013                 | Voodoo        | KR1 (69 Wo.)KR | — | Erstveröffentlichung: 25. November 2013  |
| 2015                 | Chained Up    | KR1 (38 Wo.)KR | — | Erstveröffentlichung: 10. November 2015  |
| 2018                 | Eau de VIXX   | KR1 (9 Wo.)KR | JP36 (1 Wo.)JP | Erstveröffentlichung: 17. April 2018     |
| Japanische Alben     |               | | |                                          |
|                      |               | | |                                          |
| 2016                 | Depend on Me  | — | JP4 (4 Wo.)JP | Erstveröffentlichung: 27. Januar 2016    |
| 2018                 | Reincarnation | — | JP9 (2 Wo.)JP | Erstveröffentlichung: 26. September 2018 |

### Kompilationen
| Jahr | Titel                    | Höchstplatzierung, Gesamtwochen, AuszeichnungChartplatzierungen (Jahr, Titel, Platzierungen, Wochen, Auszeichnungen, Anmerkungen) | Höchstplatzierung, Gesamtwochen, AuszeichnungChartplatzierungen (Jahr, Titel, Platzierungen, Wochen, Auszeichnungen, Anmerkungen) | Anmerkungen                             |
| Jahr | Titel                    | KR | JP | Anmerkungen                             |
| ---- | ------------------------ | --- | --- | --------------------------------------- |
| 2014 | Darkest Angels           | — | JP10 (5 Wo.)JP | Erstveröffentlichung: 2. Juli 2014      |
| 2016 | VIXX 2016 Conception Ker | KR2 (1 Wo.)KR | JP77 (1 Wo.)JP | Erstveröffentlichung: 21. November 2016 |

### EPs
| Jahr               | Titel                    | Höchstplatzierung, Gesamtwochen, AuszeichnungChartplatzierungen (Jahr, Titel, Platzierungen, Wochen, Auszeichnungen, Anmerkungen) | Höchstplatzierung, Gesamtwochen, AuszeichnungChartplatzierungen (Jahr, Titel, Platzierungen, Wochen, Auszeichnungen, Anmerkungen) | Anmerkungen                                    |
| Jahr               | Titel                    | KR | JP | Anmerkungen                                    |
| ------------------ | ------------------------ | --- | --- | ---------------------------------------------- |
| Südkoreanische EPs |                          | | |                                                |
|                    |                          | | |                                                |
| 2013               | Hyde                     | KR3 (34 Wo.)KR | — | Erstveröffentlichung: 20. Mai 2013             |
| 2013               | Jekyll                   | KR3 (61 Wo.)KR | — | Wiederveröffentlichung von Hyde: 31. Juli 2013 |
| 2014               | Error                    | KR3 (23 Wo.)KR | — | Erstveröffentlichung: 14. Oktober 2014         |
| 2016               | Kratos                   | KR2 (5 Wo.)KR | — | Erstveröffentlichung: 31. Oktober 2016         |
| 2017               | Shangri-La               | KR2 (9 Wo.)KR | — | Erstveröffentlichung: 15. Mai 2017             |
| 2023               | Continuum                | KR8 (10 Wo.)KR | — | Erstveröffentlichung: 21. November 2023        |
| Japanische EPs     |                          | | |                                                |
|                    |                          | | |                                                |
| 2017               | Lalala ~ Aiwo Arigatou ~ | — | JP3 (2 Wo.)JP | Erstveröffentlichung: 27. September 2017       |

### Single-Alben
| Jahr                        | Titel                           | Höchstplatzierung, Gesamtwochen, AuszeichnungChartplatzierungen (Jahr, Titel, Platzierungen, Wochen, Auszeichnungen, Anmerkungen) | Höchstplatzierung, Gesamtwochen, AuszeichnungChartplatzierungen (Jahr, Titel, Platzierungen, Wochen, Auszeichnungen, Anmerkungen) | Anmerkungen                              |
| Jahr                        | Titel                           | KR | JP | Anmerkungen                              |
| --------------------------- | ------------------------------- | --- | --- | ---------------------------------------- |
| Südkoreanische Single-Alben |                                 | | |                                          |
|                             |                                 | | |                                          |
| 2012                        | Super Hero                      | KR18 (42 Wo.)KR | — | Erstveröffentlichung: 24. Mai 2012       |
| 2012                        | Rock Ur Body                    | KR8 (51 Wo.)KR | — | Erstveröffentlichung: 24. Mai 2012       |
| 2013                        | On and On (다칠 준비가 돼 있어) | KR4 (71 Wo.)KR | — | Erstveröffentlichung: 17. Januar 2013    |
| 2014                        | Eternity                        | KR1 (25 Wo.)KR | — | Erstveröffentlichung: 27. Mai 2014       |
| 2015                        | Boys’ Record                    | KR1 (9 Wo.)KR | — | Erstveröffentlichung: 24. Februar 2015   |
| 2016                        | Zelos                           | KR1 (7 Wo.)KR | — | Erstveröffentlichung: 19. April 2016     |
| 2016                        | Hades                           | KR1 (12 Wo.)KR | — | Erstveröffentlichung: 12. August 2016    |
| Japanische Single-Alben     |                                 | | |                                          |
|                             |                                 | | |                                          |
| 2014                        | Error                           | — | JP6 (3 Wo.)JP | Erstveröffentlichung: 10. Dezember 2014  |
| 2015                        | Can’t Say                       | — | JP4 (5 Wo.)JP | Erstveröffentlichung: 17. September 2015 |
| 2016                        | Hana-Kaze                       | — | JP3 (4 Wo.)JP | Erstveröffentlichung: 29. Juni 2016      |

## Singles
| Jahr | Titel Album                                                                         | Höchstplatzierung, Gesamtwochen, AuszeichnungChartplatzierungen (Jahr, Titel, Album, Platzierungen, Wochen, Auszeichnungen, Anmerkungen) | Höchstplatzierung, Gesamtwochen, AuszeichnungChartplatzierungen (Jahr, Titel, Album, Platzierungen, Wochen, Auszeichnungen, Anmerkungen) | Anmerkungen |
| Jahr | Titel Album                                                                         | KR | JP | Anmerkungen |
| --- | ----------------------------------------------------------------------------------- | --- | --- | --- |
| Südkoreanische Singles |                                                                                     | | | |
| |                                                                                     | | | |
| 2012 | Super Hero                                                                          | KR112 (2 Wo.)KR | — | Erstveröffentlichung: 24. Mai 2012                                                                                |
| 2012 | Rock Ur Body                                                                        | KR118 (2 Wo.)KR | — | Erstveröffentlichung: 14. August 2012                                                                             |
| 2012 | Because It’s Christmas (크리스마스니까) Jelly Christmas 2012 Heart Project          | KR1 (61 Wo.)KR | — | Erstveröffentlichung: 2012 mit Sung Si-kyung, Park Hyo-shin, Lee Seok-hoon und Seo In-guk                         |
| 2013 | On and On (다칠 준비가 돼 있어) On and On                                           | KR25 (4 Wo.)KR | — | Erstveröffentlichung: 17. Januar 2013                                                                             |
| 2013 | Hyde                                                                                | KR35 (4 Wo.)KR | — | Erstveröffentlichung: 20. Mai 2013                                                                                |
| 2013 | G.R.8.U (대.다.나.다.너) Jekyll                                                     | KR14 (5 Wo.)KR | — | Erstveröffentlichung: 31. Juli 2013                                                                               |
| 2013 | Only U (대답은 너니까) Voodoo                                                       | KR40 (3 Wo.)KR | — | Erstveröffentlichung: 7. November 2013                                                                            |
| 2013 | Voodoo Doll (저주인형) Voodoo                                                       | KR7 (6 Wo.)KR | — | Erstveröffentlichung: 20. November 2013                                                                           |
| 2013 | Girls, Why? (여자는 왜?) Y.BIRD from Jellyfish Island                               | KR57 (2 Wo.)KR | — | Erstveröffentlichung: 2013 mit Okdal                                                                              |
| 2013 | Winter Propose (겨울 고백) Jelly Christmas 2013                                     | KR1 (12 Wo.)KR | — | Erstveröffentlichung: 2013 mit Sung Si-kyung, Park Hyo-shin, Seo In-guk und Little Sister                         |
| 2014 | Turn Around and Look at Me (나를 돌아봐) DEUX 20th Anniversary Tribute Album Part.7 | KR79 (1 Wo.)KR | — | Erstveröffentlichung: 2014                                                                                        |
| 2014 | Eternity (기적) Eternity                                                            | KR7 (6 Wo.)KR | — | Erstveröffentlichung: 27. Mai 2014                                                                                |
| 2014 | Error                                                                               | KR5 (6 Wo.)KR | — | Erstveröffentlichung: 14. Oktober 2014                                                                            |
| 2015 | Love Equation (이별공식) Boys’ Record                                               | KR2 (8 Wo.)KR | — | Erstveröffentlichung: 24. Februar 2015                                                                            |
| 2015 | Chained Up (사슬) Chained Up                                                        | KR8 (5 Wo.)KR | — | Erstveröffentlichung: 10. November 2015                                                                           |
| 2015 | Love in the Air (사랑난로) Jelly Christmas 2015 – 4랑                               | KR14 (3+ Wo.)KR | — | Erstveröffentlichung: 2015 mit Seo In-guk, Park Jung-ah und Park Yoon-ha                                          |
| 2016 | Dynamite (다이너마이트) Zelos                                                       | KR14 (4 Wo.)KR | — | Erstveröffentlichung: 19. April 2016                                                                              |
| 2016 | Fantasy Hades                                                                       | KR22 (4 Wo.)KR | — | Erstveröffentlichung: 12. August 2016                                                                             |
| 2016 | The Closer Kratos                                                                   | KR8 (4 Wo.)KR | — | Erstveröffentlichung: 31. Oktober 2016                                                                            |
| 2016 | Milky Way Kratos                                                                    | KR96 (1 Wo.)KR | — | Erstveröffentlichung: 21. November 2016                                                                           |
| 2016 | Falling (니가 내려와) Jelly Christmas 2016                                          | KR34 (1 Wo.)KR | — | Erstveröffentlichung: 2016 mit Seo In-guk, Gugudan, Park Yoon-ha, Park Jung-ah, Kim Gyu-sun, Kim Ye-won und Jiyul |
| 2017 | Shangri-La (도원경 (桃源境)) Shangri-La                                             | KR13 (3 Wo.)KR | — | Erstveröffentlichung: 15. Mai 2017                                                                                |
| 2018 | Scientist (향) Eau de VIXX                                                          | KR74 (1 Wo.)KR | — | Erstveröffentlichung: 17. April 2018                                                                              |
| 2023 | Amnesia Continuum                                                                   | — | — | Erstveröffentlichung: 22. November 2023                                                                           |
| Japanische Singles |                                                                                     | | | |
| |                                                                                     | | | |
| 2014 | Error (Japanische Version) Depend on Me                                             | — | JP6 (3 Wo.)JP | Erstveröffentlichung: 14. Oktober 2014                                                                            |
| 2015 | Can’t Say Depend on Me                                                              | — | JP4 (3 Wo.)JP | Erstveröffentlichung: 9. September 2015                                                                           |
| 2016 | Depend on Me                                                                        | — | JP4 (4 Wo.)JP | Erstveröffentlichung: 27. Januar 2016                                                                             |
| 2016 | Hana-Kaze (花風) –                                                                  | — | JP3 (4 Wo.)JP | Erstveröffentlichung: 29. Juni 2016                                                                               |
| 2017 | Lalala: Ai o Arigatō (ラララ ～愛をありがとう～) Lalala: Ai o Arigatō               | — | JP3 (4 Wo.)JP | Erstveröffentlichung: 27. September 2017                                                                          |
| 2018 | Reincarnation                                                                       | — | JP9 (2 Wo.)JP | Erstveröffentlichung: 26. September 2018                                                                          |
| 2019 | Aruiteiru –                                                                         | — | JP21 (1 Wo.)JP | Erstveröffentlichung: 24. April 2019                                                                              |
| 2019 | Parallel –                                                                          | — | JP27 (1 Wo.)JP | Erstveröffentlichung: 18. Dezember 2019                                                                           |
| Chinesische Singles |                                                                                     | | | |
| |                                                                                     | | | |
| 2015 | Destiny Love (命中注定) Boys’ Record                                                | — | — | Erstveröffentlichung: 2015                                                                                        |
| 2015 | Error (Chinesische Version) –                                                       | — | — | Erstveröffentlichung: 2015                                                                                        |
| 2015 | Chained Up (Chinesische Version) –                                                  | — | — | Erstveröffentlichung: 2015                                                                                        |
| Folgende Lieder erschienen nicht als Single, wurden aber durch das Album zum Download und Streaming bereitgestellt und konnten somit eine Platzierung erlangen: |                                                                                     | | | |
| |                                                                                     | | | |
| 2013 | Stop Resisting Hyde                                                                 | KR146 (1 Wo.)KR | — | Charteinstieg: 25. Mai 2013                                                                                       |
| 2013 | Jekyll                                                                              | KR175 (1 Wo.)KR | — | Charteinstieg: 3. August 2018                                                                                     |
| 2013 | What To Do Jekyll                                                                   | KR124 (1 Wo.)KR | — | Charteinstieg: 3. August 2018                                                                                     |
| 2013 | Thank You for My Love (태어나줘서 고마워) Voodoo                                    | KR72 (1 Wo.)KR | — | Charteinstieg: 30. November 2013                                                                                  |
| 2013 | Love Come True (오늘부터 내 여자) Voodoo                                            | KR84 (1 Wo.)KR | — | Charteinstieg: 30. November 2013                                                                                  |
| 2013 | Say U Say Me Voodoo                                                                 | KR87 (1 Wo.)KR | — | Charteinstieg: 30. November 2013                                                                                  |
| 2013 | Secret Night Voodoo                                                                 | KR88 (1 Wo.)KR | — | Charteinstieg: 30. November 2013                                                                                  |
| 2013 | B.O.D.Y Voodoo                                                                      | KR93 (1 Wo.)KR | — | Charteinstieg: 30. November 2013                                                                                  |
| 2013 | Someday Voodoo                                                                      | KR79 (1 Wo.)KR | — | Charteinstieg: 30. November 2013                                                                                  |
| 2013 | Beautiful Killer Voodoo                                                             | KR85 (1 Wo.)KR | — | Charteinstieg: 30. November 2013                                                                                  |
| 2013 | Voodoo (Intro) Voodoo                                                               | KR134 (1 Wo.)KR | — | Charteinstieg: 30. November 2013                                                                                  |
| 2014 | Sad Ending Eternity                                                                 | KR65 (1 Wo.)KR | — | Charteinstieg: 31. Mai 2014                                                                                       |
| 2014 | Love, LaLaLa Eternity                                                               | KR71 (1 Wo.)KR | — | Charteinstieg: 31. Mai 2014                                                                                       |
| 2014 | Youth Hurts (청춘이 아파) Error                                                     | KR64 (1 Wo.)KR | — | Charteinstieg: 18. Oktober 2014                                                                                   |
| 2014 | Time Machine Error                                                                  | KR75 (1 Wo.)KR | — | Charteinstieg: 18. Oktober 2014                                                                                   |
| 2014 | After Dark Error                                                                    | KR78 (1 Wo.)KR | — | Charteinstieg: 18. Oktober 2014                                                                                   |
| 2014 | What U Waiting For Error                                                            | KR79 (1 Wo.)KR | — | Charteinstieg: 18. Oktober 2014                                                                                   |
| 2015 | On A Cold Night (차가운 밤에) Boys’ Record                                          | KR23 (3 Wo.)KR | — | Charteinstieg: 28. Februar 2015                                                                                   |
| 2015 | Memory Boys’ Record                                                                 | KR27 (1 Wo.)KR | — | Charteinstieg: 28. Februar 2015                                                                                   |
| 2015 | My Light Beautiful Liar                                                             | KR91 (1 Wo.)KR | — | Charteinstieg: 28. Februar 2015                                                                                   |
| 2015 | Maze Chained Up                                                                     | KR82 (1 Wo.)KR | — | Charteinstieg: 14. November 2015                                                                                  |
| 2015 | Hot Enough Chained Up                                                               | KR87 (1 Wo.)KR | — | Charteinstieg: 14. November 2015                                                                                  |
| 2015 | Stop it Girl Chained Up                                                             | KR91 (1 Wo.)KR | — | Charteinstieg: 14. November 2015                                                                                  |
| 2015 | Out Of Sorts (부시시) Chained Up                                                    | KR96 (1 Wo.)KR | — | Charteinstieg: 14. November 2015                                                                                  |
| 2016 | Bad Bye (손의 이별) Zelos                                                           | KR84 (1 Wo.)KR | — | Charteinstieg: 23. April 2016                                                                                     |
| 2016 | Romance is Over (로맨스는 끝났다) Kratos                                            | KR91 (1 Wo.)KR | — | Charteinstieg: 5. November 2016                                                                                   |
| 2016 | Desperate Kratos                                                                    | KR93 (1 Wo.)KR | — | Charteinstieg: 5. November 2016                                                                                   |
| 2017 | Black Out Shangri-La                                                                | KR98 (1 Wo.)KR | — | Charteinstieg: 20. Mai 2017                                                                                       |

## Beiträge für Soundtracks
| Jahr | Titel Album                                   | Höchstplatzierung, Gesamtwochen, AuszeichnungChartsChartplatzierungen (Jahr, Titel, Album, Platzierungen, Wochen, Auszeichnungen, Anmerkungen) | Anmerkungen                |
| Jahr | Titel Album                                   | KR | Anmerkungen                |
| ---- | --------------------------------------------- | --- | -------------------------- |
| 2016 | Alive Moorim School: Saga of the Brave OST    | — | Erstveröffentlichung: 2016 |
| 2016 | The King Moorim School: Saga of the Brave OST | — | Erstveröffentlichung: 2016 |
| 2017 | Take Your Hand Man to Man OST                 | — | Erstveröffentlichung: 2017 |
| 2018 | Is It Love? (사랑인걸까?) Are You Human? OST  | — | Erstveröffentlichung: 2018 |

## Videoalben
| Jahr | Titel                                        | Höchstplatzierung, Gesamtwochen, AuszeichnungChartsChartplatzierungen (Jahr, Titel, Platzierungen, Wochen, Auszeichnungen, Anmerkungen) | Anmerkungen                             |
| Jahr | Titel                                        | JP | Anmerkungen                             |
| ---- | -------------------------------------------- | --- | --------------------------------------- |
| 2014 | Vixx The First Special DVD “Voodoo”          | JP22 (2 Wo.)JP | Erstveröffentlichung: 7. Februar 2014   |
| 2014 | VixxBox Goods Set ~for our fans~ [DVD+Goods] | — | Erstveröffentlichung: 20. Juni 2014     |
| 2015 | Vixx Live Fantasia Utopia in Seoul DVD       | — | Erstveröffentlichung: 1. Oktober 2015   |
| 2017 | Vixx Live Fantasia Elysium DVD               | — | Erstveröffentlichung: 7. März 2017      |
| 2017 | Vixx Live Fantasia (백일몽) Daydream DVD     | — | Erstveröffentlichung: 17. November 2017 |

## Musikvideos
| Jahr | Titel                         | Regisseur(e)           |
| ---- | ----------------------------- | ---------------------- |
| 2012 | Hong Won-ki (Zanybros)        |                        |
| 2012 | Hong Won-ki (Zanybros)        | Rock Ur Body           |
| 2013 | On and On                     | Song Won-young         |
| 2013 | Hyde                          | Hong Won-ki (Zanybros) |
| 2013 | G.R.8.U                       | Hong Won-ki (Zanybros) |
| 2013 | Girls, Why?                   | Hong Won-ki (Zanybros) |
| 2013 | Only U                        | Hong Won-ki (Zanybros) |
| 2013 | Voodoo Doll                   | Hong Won-ki (Zanybros) |
| 2013 | Voodoo Doll (Clean Version)   | Hong Won-ki (Zanybros) |
| 2014 | Thank You for Being Born      | –                      |
| 2014 | Eternity                      | Hong Won-ki (Zanybros) |
| 2014 | Eternity (Dance Version)      | Hong Won-ki (Zanybros) |
| 2014 | Error                         | Hong Won-ki (Zanybros) |
| 2014 | Error (Lip & Tanz Version)    | Hong Won-ki (Zanybros) |
| 2015 | Chained Up                    | GDW                    |
| 2015 | Love Equation                 | Lumpens                |
| 2015 | Beautiful Liar                | Hwang Sue-ah           |
| 2016 | Dynamite                      | VM Project / FLIPEVIL  |
| 2016 | Fantasy                       | VM Project / FLIPEVIL  |
| 2016 | Fantasy (Performance Version) | VM Project / FLIPEVIL  |
| 2016 | Fantasy (Drama Version)       | VM Project / FLIPEVIL  |
| 2016 | The Closer                    | Shin Hee-won           |
| 2016 | Milky Way                     | Bishop                 |
| 2017 | Shangri-La                    | Kim Woo-je             |
| 2017 | Whisper                       | –                      |
| 2018 | Scientist                     | –                      |
| 2019 | Walking                       | –                      |
| 2023 | Amnesia                       | –                      |

| Jahr | Titel                           | Regisseur(e)           |
| ---- | ------------------------------- | ---------------------- |
| 2014 | Error (Kurz Version)            | Hong Won-ki (Zanybros) |
| 2015 | Can’t Say (Short Version)       | –                      |
| 2016 | Depend On Me (Kurz Version)     | –                      |
| 2016 | Hana-Kaze (花風) (Kurz Version) | –                      |
| 2018 | Reincarnation                   | Unbekannt              |

| Jahr | Titel        | Regisseur(e) |
| ---- | ------------ | ------------ |
| 2015 | Destiny Love | –            |
| 2015 | Chained Up   | GDW          |

## Statistik

### Chartauswertung
|                     | KR     | JP    |
| ------------------- | ------ | ----- |
| Nummer-eins-Alben   | KR7KR  | JP—JP |
| Top-10-Alben        | KR16KR | JP7JP |
| Alben in den Charts | KR17KR | JP9JP |

|                       | KR     | JP    |
| --------------------- | ------ | ----- |
| Nummer-eins-Singles   | KR2KR  | JP—JP |
| Top-10-Singles        | KR8KR  | JP6JP |
| Singles in den Charts | KR51KR | JP8JP |

|                          | JP    |
| ------------------------ | ----- |
| Nummer-eins-Videoalben   | JP—JP |
| Top-10-Videoalben        | JP—JP |
| Videoalben in den Charts | JP1JP |